# Alain Weill (Kunstkritiker)
Alain Weill (geboren 7. September 1946 in Paris) ist ein französischer Kunstkritiker und Ausstellungsmacher.

## Leben
Alain Weill besuchte die École pratique des hautes études und studierte danach Rechtswissenschaften. Er ist Magister der Semiologie und Kunstsoziologie.
Weill arbeitete von 1971 bis 1983 als Kurator beim Pariser Musée de la Publicité. Von 1990 bis 2001 war er künstlerischer Leiter des Festival international de l'affiche et du graphisme de Chaumont. Er ist Präsident der Jury des  European Advertising Awards, EPICA. Weill ist spezialisiert auf das Werbeplakat und die Plakatkunst und er hat zahlreiche Ausstellungen zu diesem Themengebiet kurariert und Bücher und Ausstellungskataloge herausgegeben.
Weill wirkt seit 1991 auch als Gastronomiekritiker, wurde in Jurys berufen und verfasst Zeitschriftenbeiträge und Bücher zu kulinarischen Themen.
Weill wurde 1997 zum Officier de l’Ordre des Arts et des Lettres und  1995 zum Chevalier de l'Ordre national du Mérite ernannt.

## Ausstellungen, Kataloge und Schriften (Auswahl)
- mit Andrée Benchétrit, Jacqueline Didier: L’Affiche française des origines à 1914. Centre de création industrielle, 1975
- 100 ans d’affiches des music halls parisiens. 1977. New York : Images Graphiques, 1977
- Cartes postales Art nouveau, d’affichistes et d’illustrateurs, Éditions Henri Berger, 1977
- mit François Caradec: Le café-concert (1848–1914). Paris : Fayard, 1980
- Achille Mauzan. Union Centrale des Arts Décoratifs, 1983
- L’Affiche dans le monde. Paris : Somogy, 1984
- mit Jacques Rennert: Alphonse Mucha : the complete posters and panels. Uppsala : Hjert & Hjert, 1984
- Plakatkunst international. Berlin : Frölich & Kaufmann, 1985
- La Coupole. 1988
- mit Jack Rennert: Paul Colin, affichiste. Paris : Denoël, 1989
- Affiches Art déco, Inter-livres, 1990
- Les havanes, 1990
- Gunter Rambow - Images Sans Paroles. 1991
- Jazz, pop, rock .... Internationales des Arts Graphiques de Chaumont. 1993
- L’invitation au voyage : l’affiche de tourisme dans le monde. Paris : Editions Somogy, 1994
- Affiches politiques et sociales : sixièmes Rencontres internationales des arts graphiques. Paris : Somogy, 1995
- mit Heinrich Klotz: Rambow, 1960–96. Ostfildern : Cantz, 1996
- Cointreau : la saga de la marque mondiale. 1849–1999. 1999
- La mode parisienne : la Gazette du Bon Ton.  Paris : Bibliothèque de l’image, 2000
- mit Israel Perry: Chocolate posters. 2002
- Le Design graphique. 2003. New York : H.N. Abrams, 2004.
- Jules-Alexandre Grün. 2005
- Cassandre. 2005
- 120 ans de Moulin-Rouge. 2010
- Affiches impertinentes, improbables, incorrectes, insolites. 2010
- Encyclopédie de l’affiche. 2011
- L’affiche Art déco. Paris : Hazan, 2013